# Bonagracije Maroević
O. Bonagracije Maroević (Stari Grad, 21. ožujka 1810. − Hvar, 6. listopada 1889.),, hrv. franjevac, prosvjetar, orguljaš, zborovođa, crkveni dužnosnik iz Starog Grada na Hvaru.

## Životopis
Rodio se je u Starom Gradu. Vjerojatno je osnovno školovanje započeo u mjesnoj pučkoj školi (scuola elementare). U Splitu je kao klerik pohađao gimnaziju. Ne zna se točno kad se je zaredio u franjevce. Pohađao je filozofske studije na Istituto filosofico u Splitu, zatim na I.R. Liceo - Studii Filosofici u Zadru. Teološki studij završio je u Zadru. Svečane zavjete položio je 1835. godine, a hvarski biskup Ivan Skakoč mu je podijelio Litteras dimissoriales. Veliku je ulogu Maroević odigrao u prosvjeti. Osnovao je svoju školu koju su dolazili pohađati s drugih otoka i primorskih gradova. Bio je vrsni orguljaš te je cijeli život bio organist i zborovođa u hvarskoj katedrali. Bio je cijenjeni propovjednik. 14. veljače 1844. dobio je od biskupskog ordinarijata dozvolu za podučavanje gimnazijsko-humanističkih studija i za vanjske đake. Osobito je volio glazbu i ostalu umjetnost, te je izborio od Sv. Stolice dozvolu za čitanje knjiga na Indexu. Prirodoslovlju je pomogao kao domaćin, sakupljač i suradnik kad je njemački biolog Ernst Haeckel posjetio otok Hvar za proučavati vapnenične spužve, pomažući njemu i domaćinu Grguru Bučiću u istraživačkom radu. Preko suradnje s eminentnim znanstvenicima svog vremena ime mu je ušlo u svjetsku znanstvenu literaturu. Bio je starješina hvarskog samostana, definitor franjevačke provincije, provincijal od 1850. do 1853. godine, savjetnik hvarskih biskupa, prosinodalni egzaminator. Umro je 1889. godine.:str. 132